# Maritna Mank
Maritna Mank (* 1960, nach offiziellen Angaben 1964, als Martina Mank), häufig auch unter ihrem Geburtsnamen in Besetzungslisten geführt, ist eine deutsche Schauspielerin, Hörspielsprecherin und Synchronsprecherin.

## Leben
Mank absolvierte zunächst von 1980 bis 1985 in Eckernförde eine Ausbildung im Bereich Kupferdrucktechnik. Sie entschied sich dann jedoch für die Schauspielerei und studierte von 1985 bis 1989 im Studiengang Schauspiel an der Hochschule für Musik und Theater Hannover.
Seit 1987 hatte sie zahlreiche Theaterengagements, unter anderem am Staatstheater Hannover, am Stadttheater Hildesheim, am Staatstheater Braunschweig, am Theater Bremen und am E.T.A.-Hoffmann-Theater in Bamberg. In der Spielzeit 1991/92 war sie am Staatstheater Braunschweig die „muntere“ Tochter Zeitel im Musical Anatevka (Inszenierung: Irene Mann). In Hamburg trat sie am Altonaer Theater und an der Komödie Winterhuder Fährhaus auf. Gastspiele gab sie am Contra-Kreis-Theater in Bonn und am The Jewish Theater of New York (2007).
Mehrfach wirkte sie auch bei Tourneetheaterproduktionen mit, so unter anderem beim Euro-Studio Landgraf.
Mank spielte als Theaterschauspielerin ein breites Repertoire, das unter anderem Rollen in Stücken von William Shakespeare (Cleopatra in Antonius und Cleopatra) umfasste, aber auch Stücke der Moderne und des zeitgenössischen Theaters enthielt.
Mank übernahm seit Mitte der 1990er Jahre auch Filmrollen in Fernsehfilmen und Fernsehserien. Das ZDF besetzte Mank in der Rolle der Clarissa in der Rosamunde-Pilcher-Verfilmung Zwei Schwestern (1997). Außerdem wirkte sie beim ZDF in zwei Fernsehfilmen aus der Inga-Lindström-Fernsehreihe mit.
Sie hatte Episodenhauptrollen und Nebenrollen in verschiedenen Fernsehserien, unter anderem in Die Wache (als Polizeimeisterin Sarah Jansen, 1994–1995), Die Rettungsflieger (1996; 2001), Alphateam – Die Lebensretter im OP (1997), Großstadtrevier (1998), Ein Fall für zwei (1999), girl friends – Freundschaft mit Herz (2001) und Die Kommissarin (2004).
2011 war sie in der ARD-Fernsehserie Rote Rosen in mehreren Folgen (ab Folge 1160) in einer durchgehenden Nebenrolle zu sehen. Sie verkörperte die Berliner Boutiquen-Besitzerin Nicole Knesebeck, die beste Freundin der Rollenfigur Henriette Stein.
Neben ihrer Schauspieltätigkeit arbeitete Mank auch als Hörspielsprecherin, unter anderem in Produktionen des Westdeutschen Rundfunks und des Norddeutschen Rundfunks. Sie wirkte in mehreren Folgen der Kinderhörspielserie Die Olchis mit. Außerdem war sie als Sprecherin für Fernsehdokumentationen und in der Werbung tätig.
Als Synchronsprecherin übernahm sie unter anderem Sprechrollen in den Fernsehserien Commissario Laurenti und McLeods Töchter.
Mank lebt in Berlin.

## Filmographie (Auswahl)
- 1994–1995: Die Wache
- 1996: Die Rettungsflieger
- 1997: Wilde Zeiten
- 1997: Alphateam – Die Lebensretter im OP
- 1997: Rosamunde Pilcher – Zwei Schwestern
- 1998: Großstadtrevier
- 1998: Lisa Falk – Eine Frau für alle Fälle
- 1999: Ein Fall für zwei
- 2000: Auf eigene Gefahr
- 2001: girl friends – Freundschaft mit Herz
- 2001: Die Rettungsflieger
- 2002: Tatort – Filmriss
- 2002: Vollweib sucht Halbtagsmann
- 2003: Tochter meines Herzens
- 2004: Die Kommissarin
- 2005: Inga Lindström – Sprung ins Glück
- 2005: Inga Lindström – Im Sommerhaus
- 2009: Es liegt mir auf der Zunge
- 2011: Rote Rosen